# قمار (ولاية الوادي)
قمار بلدية تابعة لدائرة قمار بولاية الوادي الجزائرية. تقع بين الرقيبة والوادي يقطنها حوالي ... نسمة 
مدينة قمار تبعد 14كلم عن مقر الولاية شمالا. يعتمد اهلها على الفلاحة ومن منتجاتها الزراعية البطاطا والتبغ والفول السوداني(الكاوكاو)الزيتون حديثا والقمح (تجريبيا) وتنتظر دعما من الدولة لانها منطقة واعدة في المجال الزراعي.
كما انه تمتاز بموروث ثقافي وعلمي، توجد بها الزاوية التيجانية المعروفة بالمد التصوفي للطريقة التيجانية، رائدة في مجال العلم والمعرفة إذ يوجد بها العديد من العلماء النوابغ الذين اثروا العديد من الكتب والمناهج العلمية التي لا تزال تتبع إلى غاية يومنا هذا.

## التاريخ
في سنة 1180 هاجم بنو جلاب (وهم حكام بلدة تقرت) سوف ومنها قمار، وهو هجوم كانت وراءه جباية الضرائب كما يحدث في التواريخ القديمة غالبا. وفي سنة 1201 آوى أهل قمار أحمد الجلابي مدة سنتين، ثم تحرك منها إلى بلدة نفطة بتونس. وقد تعرضت قمار لهجمات أخرى من حكام تقرت، فنزل فرحات الجلابي في قمار بمكان يسمى الرقوبة، وجمر نخيلها انتقاما من أهلها، كما جمر نخيل بلدة تاغروت المجاورة. ويقال إن ما جمره فرحات أكثر من 300 نخلة، وإنه قتل الكثير من أهل بلدة الدبيلة أيضا. وفي سنة 1203 فرض بنو جلاب على قمار غرامة ثقيلة. وفي سنة 1207جاء بوعزيز بن نصر الحناشي، مرسلا من صالح باي حاكم قسنطينة، لمعاقبة أهل قمار على عصيانهم، ربما لعدم دفع الضرائب التي هي علامة الطاعة. فنزل الحناشي بمكان يسمى العدامة. وجرت مناوشات بين الطرفين انتهت بانسحاب الحناشي. وفي سنة 1209 قاد الشيخ إبراهيم (الجلابي؟) حملة ضد قمار باسم العثمانيين أيضا. وقد حاول إبراهيم دخول قمار فنصب عليها الحصار مدة شهرين، ولما عجز عن دخولها حاول حفر دهليز ليصل منه إلى داخلها، فأحس به أهلها فأفسدوا عليه الحفر وأفشلوا خطته.

## نشأة قمار
بنيت المدينة العتيقة بقمار على الشكل التالي وذلك لعدة عوامل وهي خصوبة أرض قمار وكون أهل قمار فلاحين اهتموا بهذه الأرض وتعاملوا مع الظروف المناخية الصعبة التي تميزت بها المنطقة ونظرا لاستقرارهم جعل المدينة تعم بالرخاء جعل عرضة للمناوشات وقد بدأوا بناءها على شكل حصن كبير بني عليه ما يشبه الهضبة التي ترتفع عن سطح الأرض المحيطة به وتخلل هذا الحصن أبوابا فقد كانت في المدينة ثلاث أبواب كبيرة : باب الظهراوي من جهة الشمال والباب الشرقي من الشرق وباب الغربي إلى الغرب من المدينة إضافة إلى باب صغير جهة الشمال وهي البويبة وباب أخر مخصص لجلب المياه من الناحية الشرقية وهو الفج من جهة الباب الشرقي أما من الناحية الجنوبية فقد كان السوق، وتميزت هذه المدينة بالأقواس والقباب والأزقة الضيقة .